# In Eker
In Eker (também escrita como I-n-Eker ou In Ekker) é uma vila na comuna de In Amguel, no distrito de Tamanrasset, província de Tamanghasset, Argélia.
Se localiza na rodovia nacional N1 a 39 quilômetros (24 milhas) ao norte de In Amguel e 145 quilômetros (90 milhas) ao norte da cidade de Tamanrasset.

## Clima
In Eker tem um clima quente do deserto (classificação climática de BWh), com verões quentes, invernos suaves e pouca precipitação ao longo do ano.